# Фернандес Мадрид, Хосе
Хосе Луис Альваро Альвино Фернандес-Мадрид-и-Фернандес-де-Кастро (исп. José Luis Álvaro Alvino Fernández Madrid y Fernández De Castro; 19 февраля 1789 — 28 июня 1830) — южноамериканский врач, политик и дипломат, один из основателей независимой Колумбии.

## Биография
Хосе Фернандес Мадрид родился в 1789 году в Картахене-де-Индиас, вице-королевство Новая Гранада, его родителями были Педро Фернандес-де-Мадрид-и-Родригес-де-Ривас и Габриэла Фернандес-де-Кастро. Он принадлежал к древней аристократической семье: его дед по отцу дон Луис Фернандес Мадрид был рыцарем ордена Калатравы и членом Королевского совета Испании, прибыл в Новый свет в качестве одного из судей Королевской аудиенсии Гватемалы, а дед по матери дон Диего Фернандес-де-Кастро был президентом Королевской аудиенсии Гватемалы и генерал-капитаном Гватемалы.
В молодости Хосе Фернандес Мадрид переехал с родителями в Санта-Фе-де-Боготу, где обучался в Колледже Нуэстра-Сеньора-дель-Розарио. Сначала он изучал гуманитарные науки и право, но потом переключился на медицину, и 16 февраля 1809 года в возрасте всего 20 лет стал доктором медицины.
Во время революционных событий лета 1810 года он работал в суде провинции Картахена-де-Индиас, и после того, как она провозгласила независимость — представлял провинцию в Конгрессе Соединённых Провинций Новой Гранады. В Конгрессе он приобрёл известность своим интеллектом и речами, и когда после побед над роялистами в октябре 1814 года в Соединённых Провинциях Новой Гранады была создана исполнительная власть — Триумвират, то Хосе Фернандес Мадрид стал временно исполнять обязанности вместо одного из отсутствовавших на момент выборов членов Триумвирата.
В 1816 году положение в новом независимом государстве резко ухудшилось: испанский экспедиционный корпус быстро завоёвывал Новую Гранаду. 14 марта 1816 года президент Камило Торрес Тенорио подал в отставку, и Конгресс Соединённых Провинций предложил занять этот пост Хосе Фернандесу Мадриду. Тот поначалу отказался, полагая, что он не сможет справиться с таким грузом проблем, но давление на него продолжалось, и он согласился. Однако, как он и предполагал, справиться с испанским вторжением ему не удалось. 6 мая испанцы взяли Боготу, и 22 июня 1816 года Хосе Фернандес Мадрид заявил в Попаяне Постоянному Законодательному Комитету о своей отставке с поста президента.
30 июля войска Соединённых Провинций были окончательно разбиты испанцами, и Хосе Фернандес Мадрид вместе с женой попали в плен. Боясь за свою жизнь (большинство функционеров Соединённых Провинций были приговорены испанскими трибуналами к смерти) он стал молить о пощаде, и удостоился личной встречи с главнокомандующим испанскими войсками генералом Морильо. Так как он сам не принимал участия в боевых действиях против испанских войск, а его предки имели большие заслуги перед испанской короной, ему была дарована жизнь, и он с женой и братом были высланы в Испанию.
После того, как Боливар восстановил независимость Колумбии, об изгнаннике вспомнили, и в ноябре 1826 года Хосе Фернандес Мадрид был назначен колумбийским послом в Великобритании. На этом посту он оставался до своей смерти в 1830 году.
Сын Хосе Фернандеса Мадрида, Педро Фернандес Мадрид, родившийся в годы изгнания, стал известным писателем и политиком, а в 1857 году был избран президентом колумбийского Конгресса.
В честь Хосе Фернандеса Мадрида был назван орден Вооружённых сил Колумбии, которым награждают военных медиков.
Похоронен на Центральном кладбище Боготы.